# 孔目湖站
孔目湖站位于中华人民共和国江西省南昌市新建区蛟桥街道江西交通职业技术学院西侧，北一环路以北，江西机电职业技术学院东北侧，是南昌地铁1号线的地铁车站，于2015年12月26日和1号线一同启用。

## 车站结构
站厅在地下一层，站台在地下二层，为岛式站台。

### 楼层
| 1层  | 地面               | 出入口                     |  |  |
| -1层 | 站厅               | 自动售票机、客服中心       |  |  |
| -2层 |                    | █ 1号线 往昌北机场（双港） |  |  |
|      | 岛式站台，左侧开门 |                            |  |  |
|      |                    | █ 1号线 往麻丘（长江路）   |  |  |

### 出入口
本站共开放2个出入口，预留2个出入口。
| 编号                   | 指示                 | 图片 | 建议前往的目的地                         |
| ---------------------- | -------------------- | ---- | ---------------------------------------- |
| 出口 · 3L              | 江西机电职业技术学院 |      | 军民友谊路、荣华路、下罗新村、枫林东大街 |
| 出口 · 4L · 升降机标志 | 军民友谊路西侧       |      | 恒大时代之光、荣华路                     |
| 註： 設有              |                      |      |                                          |

## 历史
- 2009年6月2日《南昌市轨道交通1号线一期工程环境影响报告书（简本）》中本站名为北一环站位于江西交通职业技术学院西侧规划道路下[5][6]。
- 2010年8月30日的1号线一期24个站点暂用名定为北一环站[2]。
- 2010年12月15日确定将改为蛟桥站[7]。
- 2015年12月4日有报道称车站改名为孔目湖站[8]。
- 2015年12月26日随1号线一期一同启用。